# Cryptopodium jamesonii
Cryptopodium jamesonii là một loài rêu trong họ Rhizogoniaceae. Loài này được (Taylor) A. Jaeger mô tả khoa học đầu tiên năm 1875.